# ほんとうのジャクリーヌ・デュ・プレ
『ほんとうのジャクリーヌ・デュ・プレ』（Hilary and Jackie）は、1998年に制作されたイギリス映画。
天才チェリスト、ジャクリーヌ・デュ・プレの伝記映画。

## キャストと日本語吹替
ジャクリーヌ・デュ・プレ
エミリー・ワトソン、声：山崎美貴
ヒラリー・デュ・プレ
レイチェル・グリフィス、声：駒塚由衣
ダニエル・バレンボイム
ジェームズ・フレイン、声：井上倫宏
キーファー
デヴィッド・モリッシー、声：大塚芳忠
デレク・デュ・プレ
チャールズ・ダンス、声：糸博
- その他の声の吹き替え：竹口安芸子／加瀬康之／牛山茂／岩田安生／米丘ゆり／伊藤実華／重松朋／鈴木佳由／清水敏孝／大橋世津

## エピソード
- 公開が決まると、ジャクリーヌを誹謗する俗悪な映画であるとして、ジャクリーヌの実際の仕事仲間であったムスティスラフ・ロストロポーヴィチ、ジュリアン・ロイド・ウェバー、イツァーク・パールマン、ピンカス・ズーカーマンら、著名な音楽家たちが新聞社に抗議文を送るなどして公開に反対する意を表明した。映画で描かれているジャクリーヌは、ジャクリーヌの姉で原作者であるヒラリー・デュ・プレの、妹の才能に対する嫉妬から書かれた歪曲されたものであるとしている。ヒラリーの実の娘であるクレア・フィンジもこれに賛同しており、父親のクリストファー（ジェラルド・フィンジの息子）とジャクリーヌの関係は母親が本で書いているような1回限りのものではなく、ジャクリーヌが精神的に弱っていたときに父親が誘惑した継続的なものであり、一家の公然の秘密であったと述べている。
- フランス在住の元夫ダニエル・バレンボイムからの訴訟を恐れ、フランスでは劇場公開されなかった。